# Tycomarptes tortirena
Tycomarptes tortirena är en fjärilsart som beskrevs av Louis Beethoven Prout 1921. Tycomarptes tortirena ingår i släktet Tycomarptes och familjen nattflyn. Inga underarter finns listade i Catalogue of Life.